# Tèlef Evèrgetes
Tèlef Evèrgetes (grec antic: Τήλεφος Εὐεργέτης, 'Tèlef el Benefactor') fou un rei indogrec, suposadament un dels breus successors de Maues. Osmund Bopearachchi el data entre 75 i 70 aC i pensa que governava a Gandhara; Senior el data vers 60 aC i pensa que governava a part de Pushkalavati o fins i tot més a l'oest.
No se'n sap res de les seves connexions dinàstiques. Les seves monedes són singulars i a més se n'han conservat poques i cap no porta la seva imatge, cosa estranya en les monedes indogregues. Es pensa que podia ser un rei d'origen saka; també el seu epítet es va utilitzar per primer cop.
Les monedes de Tèlef ón escasses i consisteixen generalment en dracmes (excepte un únic tetradracma conegut). A un costat en grec hi ha una serp monstruosa portant esqueixos de dues plantes; la part en kharosthi hi ha dues deïtats que probablement caldria identificar amb Heli i Selene (el Sol i la Lluna). Ambdós tipus són únics a tota la zona, si bé la serp apareix després en monedes de bronze d'Hipòstrat. A les monedes de bronze la cara del davant és l'habitual amb Zeus fent el gest de benedicció, mentre al revers hi ha els únics exemplars coneguts amb un home a la gatzoneta portant el que en algunes monedes sembla una llança i en altres una branca de palmera. Tèlef va utilitzar només dos monogrames, que va heretar de Maues. Va regravar monedes d'Arquebi